# دیو مولینز
دیو مولینز نویسنده، کارگردان و انیماتور آمریکایی و یکی از بنیانگذاران استودیوی انیمیشن مستقر در لس آنجلس ElectroLeague است، که بیشتر برای فیلم کوتاه انیمیشن خود، LOU (۲۰۱۷) شناخته شده است، که برای آن تحسین منتقدان را دریافت کرد و نامزد جایزه اسکار بهترین فیلم کوتاه انیمیشن در اسکار شد. در ۲۳ ژانویه ۲۰۲۴، مولینز دومین نامزدی خود را در همان بخش با فیلم کوتاه جنگ تمام شد! دریافت کرد.

## فیلم‌شناسی
- لو (فیلم ۲۰۱۷)
- جنگ تمام شد!